# Danby Castle
Danby Castle är en slottsruin i Storbritannien.   Det ligger i grevskapet North Yorkshire och riksdelen England, i den centrala delen av landet, 300 km norr om huvudstaden London. Danby Castle ligger 176 meter över havet.
Terrängen runt Danby Castle är kuperad åt sydväst, men åt nordost är den platt. Runt Danby Castle är det ganska tätbefolkat, med 129 invånare per kvadratkilometer. Närmaste större samhälle är Guisborough, 13,6 km nordväst om Danby Castle. Trakten runt Danby Castle består i huvudsak av gräsmarker.